# 造園学
造園学（ぞうえんがく）とは、主として造園に関する学問。関連学術団体として、日本学術会議協力学術研究団体でもある日本造園学会があり、多くの造園学徒が参加している。造園学の研究は科学研究費補助金の研究分野にもなっている。

## 概要
ランドスケープやアーキテクチャの項目にある通り、日本では「landscape gardening」を造園学と和訳していたことが知られている。ドイツなどでもファイツヘーヒハイムにバイエルン王立ファイツヘーヒハイム果樹・ブドウ・造園学校が創設され、ポツダムとベルリンの宮殿群と公園群にはカイザー駅とともに旧造園学校が1999年に登録を受けている。
造園の項に、造園家、造園学者（造園分野の研究者）らが定義した造園学の定義があるほか、戦前の学校に造園学が講義された経緯が造園#造園教育の歴史が示されている。造園学を学ぶ専門の学校としては、千葉高等園芸学校に園芸学科のほかに造園学科が設置され、その他旧制の高等農林学校や1924年（大正13年）に旧制専門学校の東京高等造園学校が設立されている。東京高等造園学校は1942年（昭和17年）には井下清を輩出した東京農学校に吸収合併され専門部造園科になるが、戦後東京農業大学発足に当たって、農学部造園学科（その後地域環境科学部へ）となる。
東京大学農学部では、戦前に林学科本多静六の研究室（造林学第二研究室)に開設した田村剛のは「造園学教室」（1920年-1973年、のち森林風致計画学研究室に）、また関口鍈太郎が赴任した京都大学農学部で林学科に設置したのは「造園学講座」である。静岡大学の高木敏彦は、農学部長・農学研究科長も務め、進士五十八は東京農業大学で学長、 蓑茂寿太郎は熊本県立大学で理事長を務めた。
現在農学部の農学科や園芸学部の園芸学科・園芸学分野、緑化工学分野、緑地環境学科、環境デザイン学(造園学系・ランドスケープデザイン系)の学科などでも教育が成されている。また、日本大学生物資源科学部、信州大学農学部、名城大学農学部など造園学研究室を設置している大学もある。造園コンサルタント、ランドスケープコンサルタントが台頭するまでは、比較的大規模な造園事業になるものは、主にこうした大学の造園学研究室か、旧建設省内に設置した日本公園緑地協会に委嘱していた。
諸外国でもRMIT大学など、造園学の専門学科を設けている大学は多い。コーリン・ロウはのちミネソタ大学造園学部副学部長を、イアン・マクハーグはペンシルベニア大学大学院地域学造園学科を創設し、ガレット・エクボはカリフォルニア大学バークレー校環境デザイン学学部創設時、造園学科教授に就任している。

### 造園学を修めた人物
東京高等造園学校で石川岩雄、吉村金男、吉村巌、中根金作、中島健 (造園家)などがおり、東京農業大学からも小口基實、伊藤邦衛、進士五十八, 蓑茂寿太郎、小林治人、涌井雅之、野村勘治ら、また大野安之（漫画家）芳岡ひでき、小笠原春一らがいる。
千葉大学は前身の千葉農専も含め森歓之助、小形研三、田畑貞寿、三橋一也、鈴木昌道らがいる。 
京都大学では帝大時代も含めると近藤公夫、吉村元男、岡崎文彬、尼崎博正、中村一、白幡洋三郎といった面々がいる。
そのほかに、九州帝国大学で永見健一に師事した小寺駿吉、北海道大学で修めた久保貞、玉川大学で修めた枡野俊明、信州大学で修めた岡田憲久、宮崎吾朗、大阪芸術大学で中根金作に師事した福原成雄、外国帰りの戸野琢磨、高野文彰、田中章 (環境学者)、浦口醇二、などがいる。園芸学者や、建築系の木下勇、土肥博至、松本直司、文学系の龍居松之助、前島康彦、重森完途、地理学系の武内和彦といった面々も造園学の研究にも携わっている。
東京大学では、前身の東京農林学校や帝国大学農科大学実科、東京帝国大学農科大学、東京帝国大学農学部なども含め、林学系で本郷高徳、上原敬二、田村剛, 加藤誠平, 江山正美, 三田育雄、北村信正、前田豪、東海林克彦、農学系で原煕、折下吉延、大屋霊城、狩野力、太田謙吉、北村徳太郎 (造園家)、田阪美徳、田治六郎、森蘊 、森一雄、
吉永義信、横山信二、野間守人、丹羽鼎三、佐藤昌、池原謙一郎, 平野侃三らがいる。

## 変遷
園芸学については明治期から講義はなされていて、今日の研究により、福羽逸人博士も新宿御苑の試験場の修習生・園芸見習生に対する講義で、園芸論に関連して庭園と造園に関する事項を、ジョサイア・コンドルも工部大学校造家学科における建築教育においてヨーロッパや日本の庭園に関する事項を盛り込んでいることが知られている。福羽は講師として明治23年から帝国大学農科大学でも園芸学の講義を行っているほか、後に日本女子大学校（現：日本女子大学）でも園芸の講義を行っている。
1873年（明治6年）に制定された学制の第二編には「四耕芸（園庭及樹木）」が定められ、学農社の津田仙も擁道樹論を述していることが佐藤昌の『日本公園緑地発達史（上）』にあり、椎原兵市が自著で出身校京都高等工芸学校での建築史での講義の合間にふれたとしているが、現在では、庭園における学術をベースに千葉県立園芸専門学校で鏡保之助が庭園論と講義を1911年（明治44年）に開始したのが日本初の世紀の教育機関における講座を有する造園関係の講義とされている。同校では前年の1910年に福羽に学び、農林省の派遣留学から帰国した林脩己が庭園実習の担当として赴任し本格的な庭園教育を開始している。
東京大学の前身である帝国大学においては、大正3年から、当時の農学部林学科で本多静六によって科外講義「景園学」が講義され、翌年4年からは農学科においても原煕が「庭園学」を林学科同様開設講座として講義をしたことから正式に開始されたものである。それ以前は本多の場合、自身の受け持つ造林学で森林美学などとともに、講義の終盤に触れることから始めてはいる。講義は両博士が独自の見地から造園の体系を論じたもので、競争講義として当時の学界では知られていた。

### 農学科における造園講座
東京帝国大学の農学科では昭和7年に入り、原博士の寄附による園芸第二講座が正式に開設された。内容は当初「庭園及花卉学」としていた。その後、丹羽鼎三博士が講座を引き継ぎ、戦後に入り昭和25年には造園及花卉と改称。第二講座から輩出した造園学講座専攻学生らは巣立ってからは全国の都市計画や公園緑地分野で活躍していく。
昭和25年に東京大学大学院学則公布によって、生物学研究科農学専門課程の中に花卉学持論、造園概論、造園各論、地方及国土計画の専攻科目が織り込まれ、造園学の最高教育課程が整う。講座は北村徳太郎と横山光雄が担当した。造園学研究に当たる花卉園芸実験所の設立は戦後同校では長年の懸案であったが、千葉県検見川東大寮付近の用地を確保し、日本最初の養樹園を創設している。初代所長に北村徳太郎が就任し、月1回で花卉のゼミを開設していた。
造園学講座専攻学生らは毎年3人ないし4人程度で、千葉大学園芸学や東京農業大学造園科学科などのように独立学科をなさないうえ農学をも受講するため、造園講義自体の時間は足りず、学部においては造園文化の世界観程度終わらざるを得なかった状況である一方、空いた時間を利用して実習見学のほか、造園学会や当時の造園教育連盟主催の行事に参加し、ほかに夏休暇中測量実習にも従事したという。ほかに区画整理論を東京農業大学で聴講生として講義を受講していた。

### 農学部林学科における造園学講義
東京帝国大学の林学科において大正5年（1916年）には「景園学」は科目講義になる。明治36年開園の日比谷公園の設計をはじめ、全国各地の公園計画に携わる本多静六と、その弟子で明治期にドイツに渡り、大正から千葉高等園芸学校に「庭園論」講義を開設する本郷高徳、大正7年に「造園概論」を公刊し、日本で国立公園制定運動の先頭に立った林学博士田村剛らが講義を担当。田村はその後同校建築学科における造園学の講義も担当する。
本多が林学徒への造園学教育に際し念頭においていたのは、林学を会得した学士の就業先の関連分野としてで、林学士が庭園や公園設計、都市美といった方面の進出を意図していた。こうして林学科ではこのほか本多静六門下から永見健一が九州帝国大学に赴任し同校で講義を開始し、関口鍈太郎は京都帝国大学に赴任し林学科に日本最初に「造園学講座」を開設した。
景園学という名称は熟語として不適当となり、代って新たに採用されたのが造園学である。ただしこの新語も、個人の住宅庭園のほか、都市の公園、運動場、さらに進んで大規模の自然を対象とする風致計画までを包括する所のランドスケープアーキテクチュア、ランドスケープデザインの学科名としては、当時においてもとかく狭義に解れがちであって適当とはいえなかった。しかしそれにも拘らず、その後全国の大学や専門学校にそのまま採用され普及して名称だけは今日に至った。
本多が担当していた造林学講座内には、田村が造園学教室を居候的に開設したが、本多の退官後、しばらくして造園学教室は独立を果たしその責任の地位に至った。その後科目の名称と内容および講義担当者にも多少の変遷を経たが、しばらくは造園学の名の下にランドスケープ全般が講義されてきた。往時講義された造園学の前半である特論および庭園論・都市公園論等は東京都公園緑地部長であった森脇竜雄が、その後半の国立公園論・風景計画論等は当時の厚生省国立公園部技官池ノ上智などが講師として講義を行い、大学院においては千葉大学園芸学部から教授の小寺駿吉が「造園学特論」を担当し、文部教官だった鈴木忠義と前野淳一郎らが学生の研究指導に協力している。1953年5月から始められた同教室の主催する公園の「造園研究ゼミナール」は、学術研究発表のほか、計画設計工事の報告、文献紹介、スライド映写等多彩な内容をもって毎回十数名の参加をみていた。
教育機関としての林学科に共通する特色の一つに演習林の存在があり、植物分類・生態等の研究旅行をはじめ造林・測量、森林経理、森林土木、砂防工学等の実習のために、在学中のべ3か月に及ぶ演習林の生活を行い、その間自然風景との緊密な接触を体験する。東大林学科の場合、北海道（大雪山国立公園区域）・千葉（清澄山国立公園区域）や秩父（秩父多摩国立公園区域）・富士（富士箱根国立公園区域）・愛知・伊豆（樹芸研究所、富士箱根国立公園拡幅区域）など、地理的条件の多彩な各地域に散在する演習林において、その天然林、人工林、内外樹種林等の各種林相、林型、また様々の土木工学、理水砂防の諸施設が大局見地的研究施設となっている。国有林側の連絡により全国各地の営林局で、夏季実習の斡旋をうけて、その施設利用の便を与えられて風景観を養い、自然相手の実務を体験する機会も与えられる。

## 学術論文報告
造園学論集（ぞうえんがくろんしゅう、Journal Landscape Architecture）
東京農業大学農学部造園学科(1998年より地域環境科学部造園科学科)編集・出版による紀要・1983年(昭和58年)より隔年刊・優秀卒業論文に基づく研究論文・造園大賞受賞者と業績の紹介記事・修士論文摘要を掲戦。 1996年(平成8年)より博士論文をまとめたものが別冊として発行されている。
造園学雑誌（ぞうえんがくざっし、The Journal of the Japanese Landscape Architectural Society）
社団法人日本造園学会の研究論文などを掲載した機関誌。1925年(大正14年)11月に第1巻第1号が発行され、以後1927年(昭和2年)6月の第3巻第6号まで続いて終了。その後「造園雑誌」、「ランドスケープ研究」と名称を変えて発刊されている。1989年(平成元年)復刻版が刊行されている。
造園技術報告集（ぞうえんぎじゅつほうこくしゅう、JILA Technical Reports of Landscape Architecture）
社団法人日本造園学会会員の研究開発や実施施工による、優れた造園技術の記録と公表を目的に『ランドスケープ研究』の増刊号として2001年（平成13年）より隔年刊で発行されている同学会の技術系雑誌。